# جمعیت کمینه زنده‌مانی

یک نمودار رگرسیونی از رشد جمعیت نسبت به کل جمعیت. K گنجایش برد است و جمعیت کمینه زنده‌مانی حداقل جمعیت بادوام است.

جمعیت کمینه زنده‌مانی (به انگلیسی: Minimum viable population (MVP)) یک حد پایین برای جمعیت یک گونه است، به طوری که می‌تواند در طبیعت زنده بماند. این اصطلاح معمولاً در زمینه‌های زیست‌شناسی، بوم‌شناسی و زیست‌شناسی حفاظت استفاده می‌شود. جمعیت کمینه زنده‌مانی، به کوچک‌ترین اندازه ممکن اشاره دارد که در آن یک جمعیت زیست‌شناختی می‌تواند بدون مواجهه با انقراض ناشی از بلایای طبیعی یا تصادفی جمعیتی، محیطی یا ژنتیکی وجود داشته باشد. اصطلاح " جمعیت " به عنوان گروهی از افراد آمیخته در منطقه جغرافیایی مشابه که دارای جریان ژنی ناچیز با سایر گروه‌های گونه هستند، تعریف می‌شود. به‌طور معمول، جمعیت کمینه زنده‌مانی برای اشاره به یک جمعیت وحشی استفاده می‌شود، اما همچنین می‌تواند برای حفاظت برون‌جای (جمعیت‌های باغ وحش) استفاده شود.

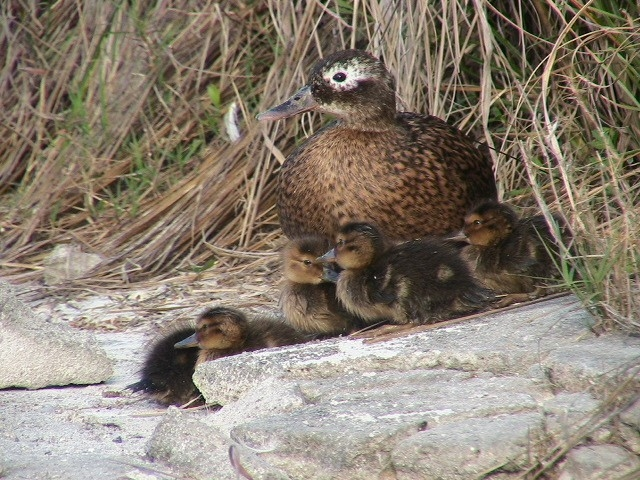
در سال ۱۹۱۲، مرغابی لیسان دارای اندازه جمعیت مؤثر حداکثر ۷ بالغ بود.